# Rosse vechtkwartel
De rosse vechtkwartel (Turnix castanotus) is een vogel uit de familie Turnicidae (Vechtkwartels). De vogel werd voor het eerst geldig beschreven door  John Gould in een brief die hij stuurde naar de Zoological Society of London tijdens zijn reis om Australië met de HMS Beagle in 1839.

## Kenmerken
De vogel is 14 tot 20 cm lang. Qua formaat en gedrag lijkt de vogel sterk op de bruine kwartel (Coturnix ypsilophora) maar die komt in meer vochtig gebied voor. Overigens is de vechtkwartel geen nauwe verwant van de kwartels.

## Verspreiding en leefgebied
Deze soort is endemisch in noordelijk Australië. Het leefgebied bestaat uit half open, droge gebieden, heuvels met stenige hellingen met plaatselijk bos en struikgewas, in laagland en heuvelland tot 500 meter boven zeeniveau.

## Status
In de vorige eeuw is de vogel in grote gebieden in aantal achteruit gegaan. Tot het jaar 2000 stond de vogel als kwetsbaar op de Rode Lijst van de IUCN. De grootte van de populatie is in 2007 geschat op 50 duizend volwassen vogels. Inmiddels is duidelijk dat de populatie-aantallen stabiel blijven. Tussen 2000 en 2008 stond de vogel nog als gevoelig op de rode lijst, maar sinds 2012 is de status niet bedreigd.